# Carbonsäureazide

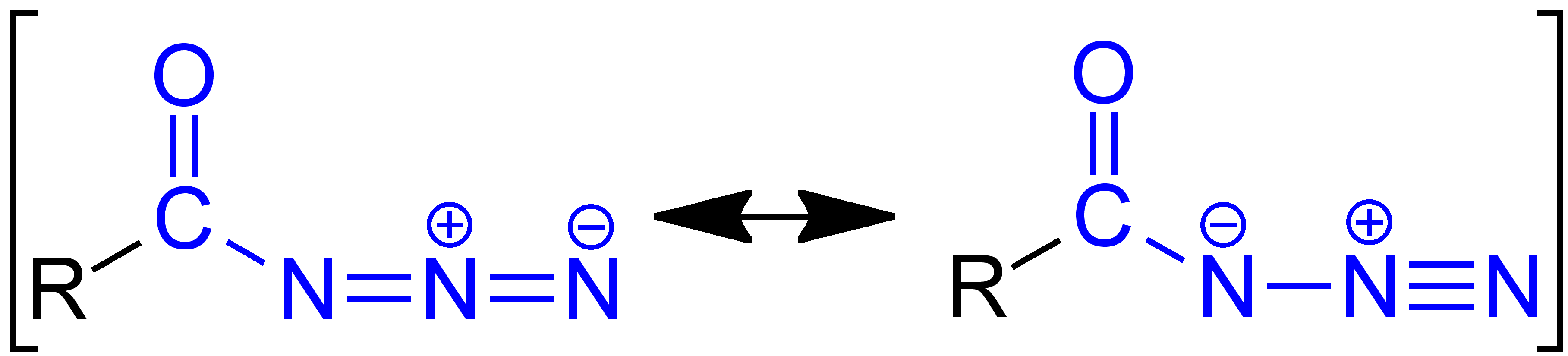
Allgemeine Formel zweier mesomerer Grenzstrukturen eines Carbonsäureazides mit der blau markierten funktionellen Gruppe. R ist ein Organyl-Rest (Alkyl-Rest, Aryl-Rest, Alkylaryl-Rest etc.).

Carbonsäureazide, auch Acylazide oder Säureazide genannt, sind eine Klasse organischer Verbindungen in der Chemie und sind reaktive Carbonsäurederivate mit der allgemeinen Struktur R-CO-N3.

## Darstellung
Auf dem gängigsten Syntheseweg wird eine Carbonsäure 1 mit Thionylchlorid (SOCl2) zum Carbonsäurechlorid umgesetzt, das durch Zugabe von Natriumazid (NaN3) zu einem Carbonsäureazid 2 führt. Analog zu Carbonsäurechloriden können als Edukt auch gemischte Carbonsäureanhydride verwendet werden:
Alternativ kann eine Carbonsäure 1 mit Hydrazin (H2N-NH2) zum Carbonsäurehydrazid umgesetzt werden. Dessen Diazotierung liefert ebenfalls 2:
Carbonsäureazide lassen sich auch durch Umsetzung von Carbonsäuren 1 mit Diphenylphosphorylazid darstellen.
Aufgrund der geringen Atomökonomie ist dieser Reaktionsweg jedoch höchstens im Labormaßstab sinnvoll.

## Eigenschaften
Carbonsäureazide 2 sind relativ unbeständige, teils explosive und sehr reaktive Verbindungen. Sie werden daher meist als Synthesezwischenstufen, z. B. bei der Curtius-Reaktion oder in der Proteinchemie eingesetzt. Aliphatische Carbonsäureazide 2 (R = Alkyl-Rest) sind unter Normalbedingungen meist nicht isolierbar.